# أحمد البدوي زويتن
أحمد البدوي بن أحمد المعروف بـزويتن (القرن 18 -1858) هو شاعر صوفية وشيخ مغربي.

## حياته ونشأته
أحمد البدوي بن أحمد الفاسي زويتن ولد في مدينة فاس بالمغرب خلال القرن الثامن عشر الميلادي - وتوفي فيها سنة 1275 هـ ( 1858 م) .
تلقى علومه على يد مشايخ مدينة فاس في عصره، ومنهم الطيب بن كيران، وحمدون بن الحاج، وعبد السلام الأزمي، وبعد حصوله على نصيب من علم الظاهر، انصرف إلى التصوف، واتصل بشيخه مولاي العربي الدرقاوي شيخ الطريقة الدرقاوية قبيل 1810م أخذه عنه.
عمل بالتجارة، وكان له دكان في سوق العطارين بفاس، إلى جانب قيامه بالإمامة في مسجد الشرابليين.
تصدر المشيخة الصوفية وتربية المريدين على الطريقة الدرقاوية، بزاوية في فاس.

## أعماله
كان سيدي أحمد زويتن شاعراً صوفياً وشيخ طريقة، فكان يسير في نظمه على النهج الخليلي، ويتوجه نظمه إلى التعلق بالله ومحبته، والتوسل إليه، تغلب على شعره المناجاة، وطلب الترقي والوصال الرباني، المأثور القليل من نظمه أقرب إلى الأدعية، وإن تخللتها بعض المحسنات البديعية، التي لم تبعدها كثيرًا عن العامية، في شعره مباشرة، ووضوح، وتوجه بالخطاب إلى الله عز وجل في أسلوب مناجاة يقترب من الدعاء المباشر.
له قصائد في كتابه: «المناجاة الفردية الإلهية في تبيين معالم الطريقة المحمدية» - مخطوطة - الخزانة العامة - الرباط - (د 1869)
أن كما له قصائد أخرى أوردها تلميذه ومريده عبد الرحمن بن هاشم المدغري العلوي في كتاب : «المشرفي المسلول في إبطال دعوى كل جهول لنصرة الفقير الآوي إلى كهف الشيخ سيدي أحمد العلوي الدرقاوي» - مخطوطة - الخزانة العامة - الرباط - (د 1848).

## مؤلفاته
له مؤلفات ورسائل صوفية عدة، وردت في مخطوط مجموعتيه:
1. المجموعة الأولى، رسائله الكبرى «المناجاة الفردية الإلهية في تبيين معالم الطريقة المحمدية».[5]
2. المجموعة الثانية «رسائل صغرى» - مخطوطة - الرباط - (د 1845).

وله حكايات وكرامات متعددة ورسائل وتآليف في أنواع العلوم، ومنها علم الحقائق، ورد عدد منها في كتاب «المشرفي المسلول».